# Copa CECAFA 1983
La Copa CECAFA de 1983 fue la undécima edición del campeonato regional del África del Este.
Todos los partidos se jugaron en Nairobi del 12 de noviembre hasta el 26 de noviembre.

## Información
- El torneo siginificó el debut de  Etiopía, que había logrado su afiliación a la CECAFA y así ampliando el número de equipos inscritos a diez; sin embargo, no jugaron todos debido a que  Zambia anunció poco antes de que iniciara el certamen que no iba a participar.

## Grupo A
| Equipo   | Pts | Pld | W | D | L | GF | GA | GD |
| -------- | --- | --- | - | - | - | -- | -- | -- |
| Kenia    | 7   | 4   | 3 | 1 | 0 | 5  | 1  | +4 |
| Uganda   | 5   | 4   | 2 | 1 | 1 | 6  | 5  | +1 |
| Sudán    | 4   | 4   | 2 | 0 | 2 | 4  | 3  | +1 |
| Tanzania | 3   | 4   | 0 | 3 | 1 | 2  | 3  | -1 |
| Etiopía  | 1   | 4   | 0 | 1 | 3 | 2  | 7  | -5 |

| 12 de noviembre de 1983 | Kenia | 2:1 | Uganda | Estadio Moi Internacional Sports, Nairobi |  |

| 13 de noviembre de 1983 | Etiopía | 1:1 | Tanzania | Estadio Moi Internacional Sports, Nairobi |  |

| 14 de noviembre de 1983 | Uganda | 2:1 | Sudán | Estadio Moi Internacional Sports, Nairobi |  |

| 15 de noviembre de 1983 | Kenia | 2:0 | Etiopía | Estadio Moi Internacional Sports, Nairobi |  |

| 16 de noviembre de 1983 | Sudán | 1:0 | Tanzania | Estadio Moi Internacional Sports, Nairobi |  |

| 17 de noviembre de 1983 | Etiopía | 1:2 | Uganda | Estadio Moi Internacional Sports, Nairobi |  |

| 18 de noviembre de 1983 | Tanzania | 0:0 | Kenia | Estadio Moi Internacional Sports, Nairobi |  |

| 19 de noviembre de 1983 | Sudán | 2:0 | Etiopía | Estadio Moi Internacional Sports, Nairobi |  |

| 20 de noviembre de 1983 | Uganda | 1:1 | Tanzania | Estadio Moi Internacional Sports, Nairobi |  |

| 21 de noviembre de 1983 | Kenia | 1:0 | Sudán | Estadio Moi Internacional Sports, Nairobi |  |

## Grupo B
| Equipo   | Pts | Pld | W | D | L | GF | GA | GD |
| -------- | --- | --- | - | - | - | -- | -- | -- |
| Zimbabue | 6   | 3   | 3 | 0 | 0 | 5  | 2  | +3 |
| Malaui   | 4   | 3   | 2 | 0 | 1 | 5  | 3  | +2 |
| Somalia  | 1   | 3   | 0 | 1 | 2 | 3  | 5  | -2 |
| Zanzíbar | 1   | 3   | 0 | 1 | 2 | 3  | 6  | -3 |

| 13 de noviembre de 1983 | Zimbabue | 1:0 | Malawi | Estadio Moi Internacional Sports, Nairobi |  |

| 14 de noviembre de 1983 | Somalia | 1:1 | Zanzíbar | Estadio Moi Internacional Sports, Nairobi |  |

| 16 de noviembre de 1983 | Zanzíbar | 1:2 | Zimbabue | Estadio Moi Internacional Sports, Nairobi |  |

| 17 de noviembre de 1983 | Malawi | 2:1 | Somalia | Estadio Moi Internacional Sports, Nairobi |  |

| 19 de noviembre de 1983 | Zimbabue | 2:1 | Somalia | Estadio Moi Internacional Sports, Nairobi |  |

| 20 de noviembre de 1983 | Malawi | 3:1 | Zanzíbar | Estadio Moi Internacional Sports, Nairobi |  |

## Semifinales
| 23 de noviembre de 1983 | Kenia | 2:0 | Malawi | Estadio Moi Internacional Sports, Nairobi |  |

| 23 de noviembre de 1983 | Zimbabue | 1:0 | Uganda | Estadio Moi Internacional Sports, Nairobi |  |

## Tercer lugar
| 25 de noviembre de 1983 | Uganda | 2:1 | Malawi | Estadio Moi Internacional Sports, Nairobi |  |

## Final
| 26 de noviembre de 1983 | Kenia | 1:0 | Zimbabue | Estadio Moi Internacional Sports, Nairobi |  |

| Kenia         |
| Campeón Kenia |
| Cuarto título |